# Qamis
 (novembre 2018).
Si vous disposez d'ouvrages ou d'articles de référence ou si vous connaissez des sites web de qualité traitant du thème abordé ici, merci de compléter l'article en donnant les références utiles à sa vérifiabilité et en les liant à la section « Notes et références ».

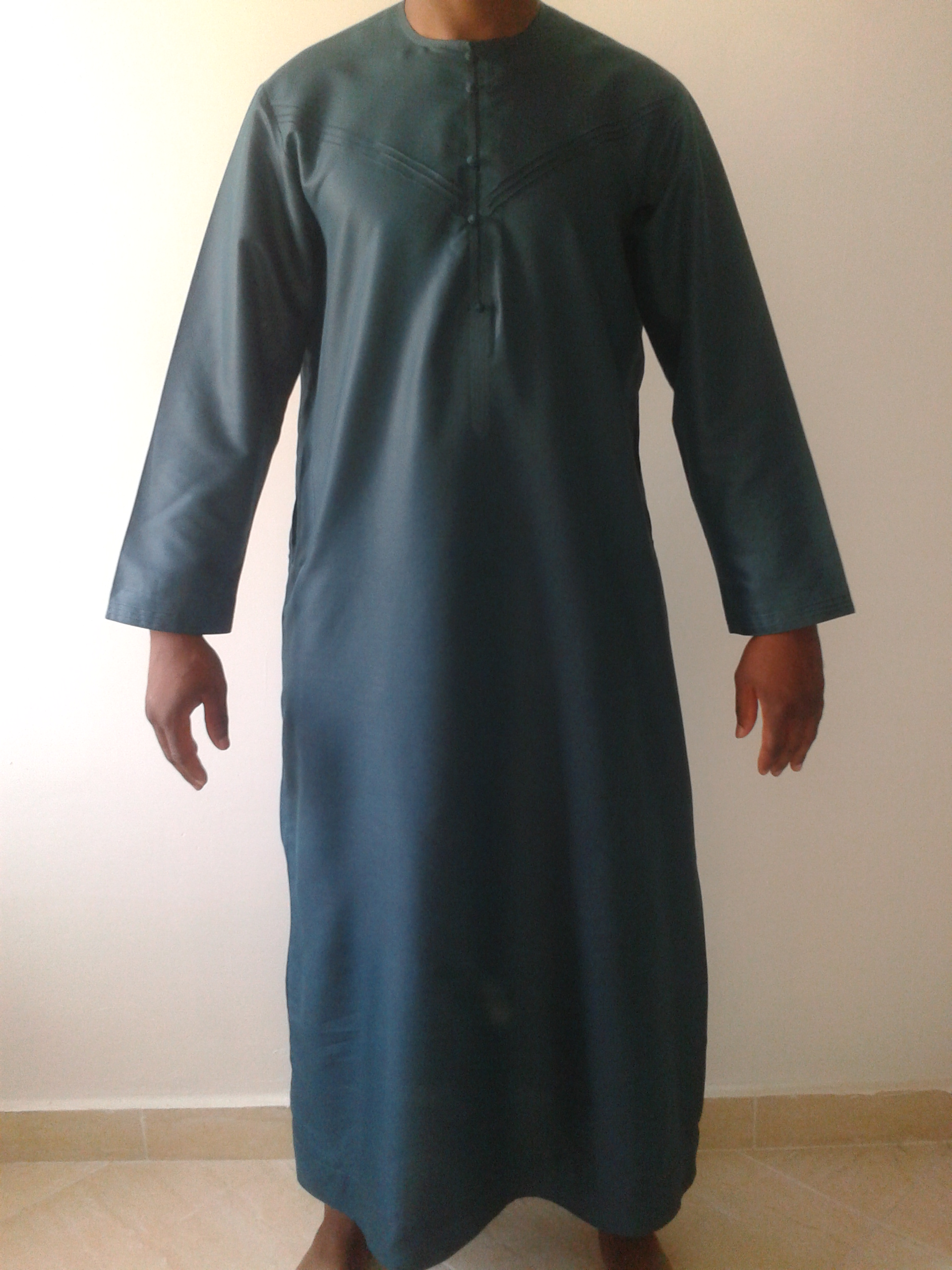
Qamis émirien.

Le qamis ou kamis (de l’arabe قمیص, duquel est dérivé le mot latin tardif camisia [chemise]) est un vêtement long porté traditionnellement par les hommes dans les pays du Levant, d’Afrique du Nord, de la Corne de l'Afrique et du Moyen-Orient, il existe de nombreux modèles, spécifiques aux régions de chaque pays, voire aux tribus mêmes de ces régions.
Il s’agit en général d’une longue tunique arrivant au-dessus des chevilles. Très ancré dans la culture arabe et différent selon les régions, le qamis n'est cependant pas un vêtement musulman, mais une tenue traditionnelle. Cependant certains considèrent que ce vêtement est porté par « certains jeunes [pour] revendiquer leur islamité. ». Il est également appelé thawb ou dishdasha en Syrie et dans les pays du Golfe, jalabiya en Égypte, djellaba au Maroc, gandoura en Algérie et jebba en Tunisie et en Libye, boubou en Afrique de l'Ouest,

## Usages

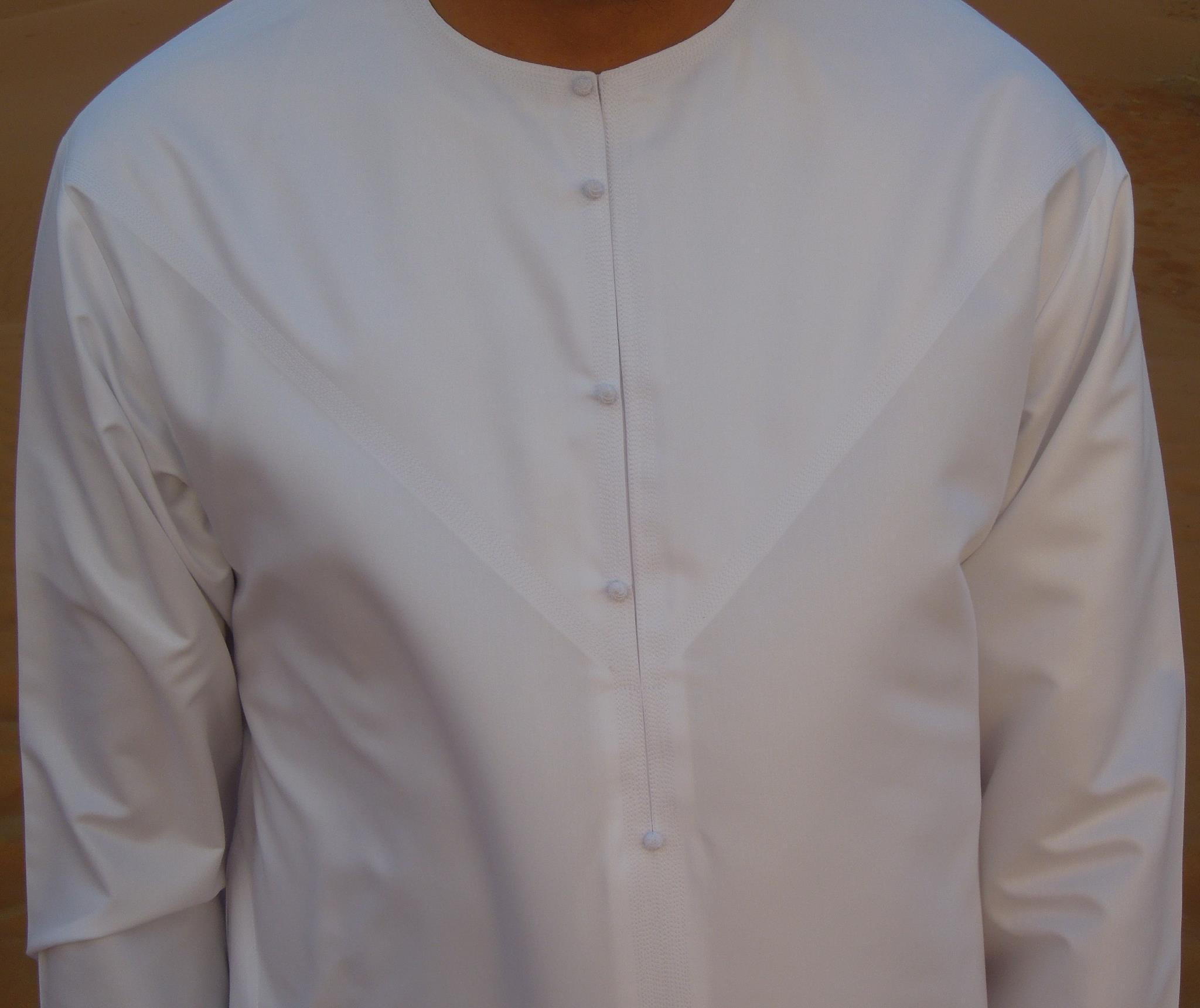
Qamis blanc.

Le qamis est le vêtement que portent les hommes musulmans, en règle générale, pour se rendre à la mosquée prier. Les buts religieux de ce vêtement sont de couvrir les parties intimes de l’homme (appelées en arabe awra العورة qui signifie parties cachées), de ne pas être ostentatoire dans sa tenue mais également d’imiter le prophète de l’islam qui est le modèle des musulmans. Si le qamis est confectionné de manière large et ample, c'est aussi dans le but de respecter la règle religieuse qui est de ne pas dévoiler les formes de son corps.
Outre l’aspect religieux, cette tenue, se trouvant sous plusieurs formes selon les pays ou régions du monde, est aussi un vêtement porté traditionnellement par des populations.

### Dénominations locales
En Égypte, certains hommes portent cette tenue comme vêtement de tous les jours. Coiffé d’un turban pour certains ou de chéchia pour d’autres.
Au Maroc et en Algérie, on préférera parler de djellaba, tandis qu'en Tunisie et en Libye, on parlera de jebba, longue robe avec ou sans capuchon.
Dans les pays d’Afrique de l'Ouest on parlera plutôt de boubou, qui est une grande robe souvent plus longue et plus ample que les hommes portent plus ou moins occasionnellement souvent selon l’âge.
Au Pakistan le modèle sera encore différent. En deux parties il s’agira d’une longue tunique et d’un pantalon arrivant au niveau des chevilles ou mi mollet.
Dans les Émirats, les qamis sont en général plus longs et sont faits sur mesure. Il s'agit d'une tenue très fréquemment portée par les hommes. On parlera davantage ici de tenue traditionnelle.

### Port islamique
Certains musulmans portent cette tenue pour un motif religieux. Cette pratique trouve sa justification dans la sunna (les pratiques du prophète Mahomet). En effet, il est rapporté par Abou Daoud que « l’habit que le Prophète aimait le plus est le qamis » d’après Oum Salama[réf. nécessaire]. Le port du qamis est ainsi non pas tiré du Coran, mais des hadîths (récits prophétiques) qui prétendent que le prophète portait ce vêtement, et d'une volonté d'imiter les habitudes du prophète.

## Réglementation

### France
En août 2023, le ministre de l’éducation nationale, Gabriel Attal, annonce que le port du qamis, comme celui de l’abaya, est interdit dans tous les établissements scolaires publics à partir de la rentrée de septembre 2023. Le Conseil d'État, statuant en référé, avalise cette décision le 7 septembre 2023. 